# Lado Mahnič
Lado Mahnič, slovenski politik in gospodarstvenik, * 30. maj 1924, Povir,  † 9. oktober 2014, Sežana

## Življenje in delo
Rodil se je v družini malega kmeta v Povirju pri Sežani. Po končani osnovni šoli, ki jo je  obiskoval v rojstnem kraju se je v Dutovljah izučil za trgovskega pomočnika in leta 1950 končal 6-mesečno politično šolo. Leta 1953 mu je bila priznana višja komercialna šola. V letih 1937-1943 je bil trgovski pomočnik v Dutovljah. Leta 1943 se je pridružil narodnoosvobodilni borbi. V partizanih je postal komandir čete. V bojih je bil dvakrat ranjen. 
Po osvoboditvi je najprej deloval v politiki: postal je tajnik krajevnega ljudskega odbora v Povirju (1947), bil zaposlen pri poslovni zvezi Naproza v Sežani (1947-48), postal  organizacijski sekretar okrajnega komiteja Komunistične partije (kasneje Zveze komunistov) v Sežani (1948-50), bil načelnik kadrovske komisije pri oblastnem komiteju KPS v Postojni (1950-51) in organizacijski sekretar KPS/ZKS v Sežani (1951-53). V letih 1953−58 je bil direktor grosističnega podjetja Preskrba v Sežani nato predsednik skupščine občine Sežana (1958-1962), sekretar občinskega komiteja ZKS Sežana (1962-64) in generalni direktor izvozno-uvoznega trgovskega podjetja Jadran v Sežani (1964-70). Vmes je bil tudi poslanec Skupščine Socialistične republike Slovenije (1963-67), podpredsednik občinske konference Socialistične zveze delovnega ljudstva Slovenije Sežana, predsednik občinskega odbora vojne skupnosti Sežana in podpredsednik Komunalne banke Sežana. 
Lado Mahnič je bil rezervni kapetan 1. klase Jugoslovanske ljudske armade. Za udeležbo v narodnoosvobodilni borbi je prejel naslednja odlikovanja:
- Red zaslug za ljudstvo s srebrno zvezdo (1946)
- Red za hrabrost (1950)
- Red Republike z bronastim vencem (1961)
- Red za vojaške zasluge s srebrnimi meči (1961)